# NGC 59
في الفهرس العام الجديد NGC 59 هي مجرة محدبة تقع في كوكبة قيطس على بعد من 14 إلى 17 مليون سنة ضوئية تقريبا. NGC 59 مجرة خافتة قدرها الظاهري = 12.4  ويقدر قطرها بحوالي 14 الف سنة ضوئية أكتشفت المجرة من قبل الفلكي الأمريكي أورموند ستون في 10 نوفمبر 1885. وهي عضو محتمل في تجمع معمل النحات المجري.

## وصلات خارجية
- NGC 59 على موقع ويكي سكاي: DSS2, SDSS, GALEX, IRAS, Hydrogen α, X-Ray, Astrophoto, Sky Map, Articles and images